# セスナ サイテーション I
サイテーション I / I/SP
- 用途：ビジネスジェット
- 製造者：セスナ・エアクラフト・カンパニー
- 初飛行：1969年9月15日 (ファンジェット 500)
- 生産数：689[1]
- 生産開始：1969年
- 派生型：セスナ サイテーション II（英語版）

セスナ 500 サイテーション I は、カンザス州ウィチタのセスナ・エアクラフト・カンパニーが生産する小型のビジネスジェットであり、ターボファンを動力とする最初のモデルである。サイテーション I は、セスナ サイテーションシリーズの基盤となった。サイテーション I/SPは、パイロットを一人にした派生機である。

## 設計と開発

### ファンジェット 500
1968年10月、セスナは、ライバルとは異なり、既存のビジネスジェット市場ではなく、より小規模な飛行場での運用に向く、小型から中型の双発ターボプロップ機市場で競争することを目的に、8座席のビジネスジェットを生産する計画を発表した。プロトタイプ機の初飛行は1年も経たない1969年9月15日に行われ、その後ファンジェット 500と名付けられた。

### 500 サイテーション

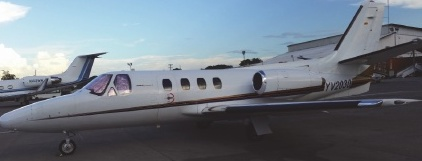
セスナ 500 サイテーション

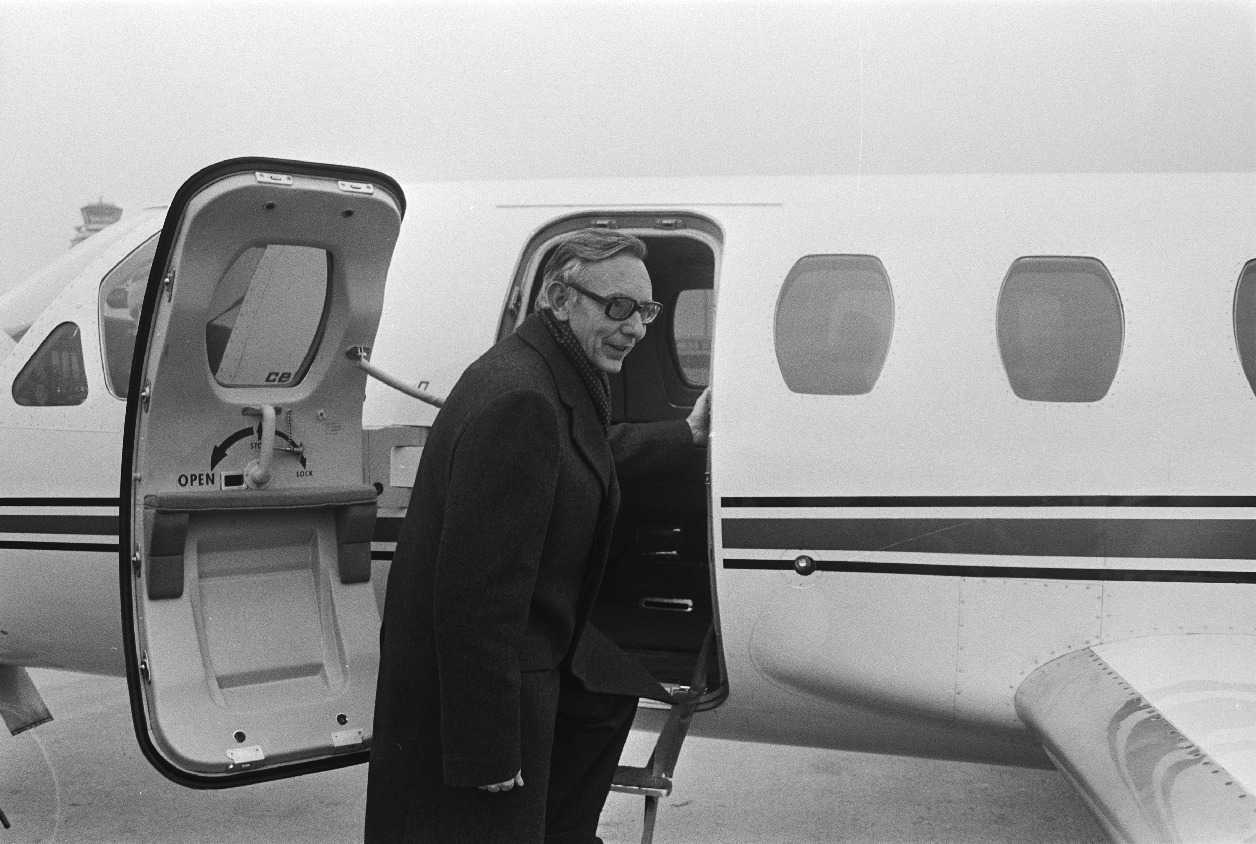
オランダの外務大臣が搭乗 (1975年)

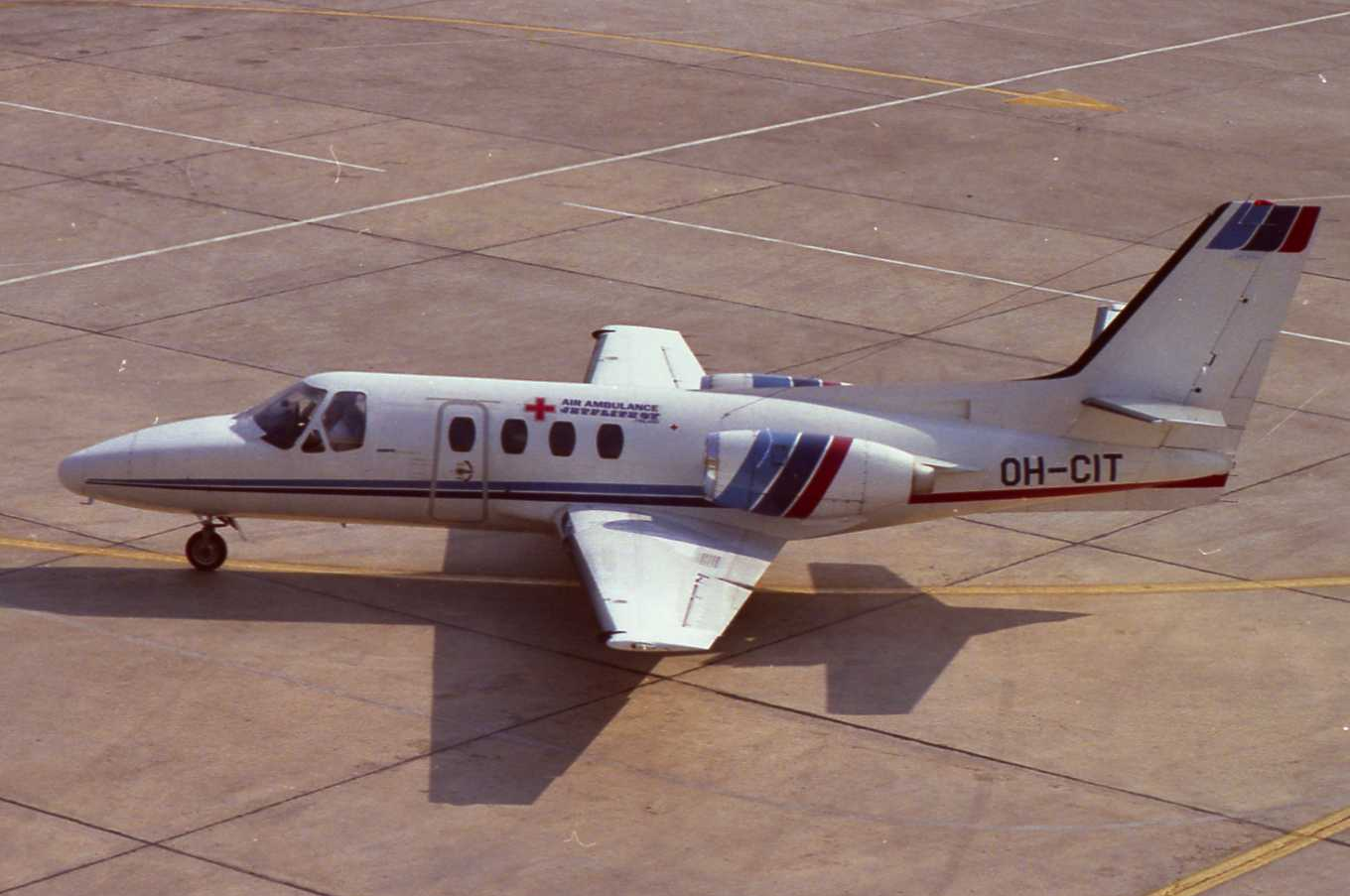
エプロンでの姿

予定よりも長くかかった飛行試験計画の最中、サイテーション 500という名前が試行的に付けられ、いくつかの設計変更が行われた。その後、完成した航空機はサイテーション (モデル 500) という名前でお披露目され、1971年9月にFAA (連邦航空局) の型式証明を受けた。この機は、T-37 ツイートという双発のジェット練習機での経験を踏まえて、2基のプラット・アンド・ホイットニー製JT15D-1ターボファンエンジンを動力にしている。
ターボジェットの代わりにターボファンを、後退翼の代わりに直線翼を用いたことで、他のビジネスジェットに比べてスピードは遅くなった。そのため、リアジェットの営業マンは、後方からのバードストライクに弱い「Nearjet」と馬鹿にした。セスナはサラブレッドにちなんでサイテーションと改名したが、「Slowtation」とのあだ名が付けられた。

### 500 サイテーション I
1976年、市場の圧力を受けて複数の改良が加えられた。その改良には、翼を13.4mから14.4mへ伸ばしたことや、最大総重量の増加、より短い滑走路に降りられる逆推力装置などがある。これらの改良と共に、サイテーション I という名前が付けられた。モデル 500の生産が1985年に終了するまでに、377機が生産された。

### 501 サイテーション I/SP
サイテーション I は、リアジェットと同様に2人の乗員を必要としていた。しかしサイテーションは、パイロット1人で飛行できる双発ターボプロップ機と市場で競合するため、パイロットが2人必要という規制に市場拡大を邪魔されていた。
セスナの解決策は、モデル 501 サイテーション I/SPであった。この機はパイロット1人で操縦できる認証を受けており、SPはSingle-Pilotの頭文字である。最初の機体は1977年前半に引き渡され、1985年に生産が終了するまでに312機が生産された。

## 運用者

### 民間運用者
ノルウェー
- フライダイレクト (FlyDirect)

### 軍
アルゼンチン
- アルゼンチン陸軍

 中華人民共和国
- 中国人民解放軍空軍

 エクアドル
- エクアドル陸軍 - 2024年時点で、1機のセスナ500サイテーションを保有[7]。
- エクアドル海軍

 メキシコ
- 空軍[8]

 ベネズエラ
- ベネズエラ空軍

## 事故
- 1979年8月2日、ニューヨーク・ヤンキースの捕手、サーマン・マンソンは、自分のサイテーション I/SPでタッチアンドゴーを練習している際に墜落し死亡した[9]。

## スペック (サイテーション I)
出典: Jane's Civil and Military Aircraft Upgrades 1994-95 
諸元
- 乗員: 2人 (I/SPは1人)
- 定員: 最大7人[11]
- 全長: 13.26m （43 ft 6 in）
- 全高: 4.37m （14 ft 3 in）
- 翼幅: 14.35m（47 ft 1 in）
- 翼面積: 25.9m2 （278.5 ft2）
- 空虚重量: 3,008 kg （6,631 lb）
- 最大離陸重量: 5,375 kg （11,850 lb）
- 動力: プラット・アンド・ホイットニー・カナダ JT15D-1B ターボファン、9.77 kN （2,200 lbf）  × 2

性能
- 最大速度: マッハ 0.705  (高度 8,530 m 以上で)
- 巡航速度: 662 km/h （357 ノット） (高度 10,670 m で)
- 失速速度: 152 km/h （82 ノット）
- 航続距離: 2,459 km （1,328 海里） (残燃料45分、最大燃料搭載、 積載 709 kg)
- 実用上昇限度: 12,495 m （41,000 ft）
- 上昇率: 13.8 m/s （2,719 ft/min）